# Kim Kun-hoan
Kim Kun-Hoan (12 augustus 1986) is een Zuid-Koreaans voetballer.

## Carrière
Kim Kun-Hoan speelde tussen 2008 en 2011 voor Yokohama F. Marinos en Montedio Yamagata. Hij tekende in 2012 bij Sagan Tosu en in 2013 bij Albirex Niigata.

## Zuid-Koreaans voetbalelftal
Kim Kun-Hoan debuteerde in 2009 in het Zuid-Koreaans nationaal elftal en speelde 1 interland.